# Didmuja
Didmuja (en georgiano: დიდმუხა, romanizado: gran roble; en ruso: Дидмуха) o Tuldzyta (en osetio: Тулдзытæ; en ruso: Тулдзыта) es una aldea que pertenece a la parcialmente reconocida República de Osetia del Sur, parte del distrito de Znaur, aunque de iure pertenece al municipio de Tighvi de la región de Iberia Interior de Georgia.

## Geografía
Didmuja se encuentra a orillas del río Froni Oriental, a 23 kilómetros de Kornisi y a 12 km de Tsjinvali. 

## Historia
Didmuja se ha convertido en repetidas ocasiones en el escenario del conflicto entre Georgia y Osetia del Sur, con conflictos desde 1920. La aldea estuvo incluida en el distrito de Znaur hasta 1991. Desde entonces pasó a estar incluido en el municipio de Kareli y posteriormente, en el municipio de Tighvi, aunque Georgia perdió su control en la guerra de Osetia del Sur (1991-1992).
Durante la guerra ruso-georgiana, a partir del 8 de agosto la aldea fue bloqueada y luego ocupada por tropas georgianas, pero a partir del 11 de agosto la aldea quedó bajo el control de las autoridades de la República de Osetia del Sur.

## Demografía
La evolución demográfica de Didmuja entre 1916 y 2015 fue la siguiente:
| 202                                                      | 373 | 224 | 159 |
| (Fuente: Population of South Ossetia since Soviet times) |     |     |     |

Según el censo soviético de 1959, la mayoría de la población local eran osetios. En los distintos censos, la composición étnica de la aldea era la siguiente:
|              | 1916      | 1916       | 1989      | 1989       |
| Grupo étnico | Población | Porcentaje | Población | Porcentaje |
| ------------ | --------- | ---------- | --------- | ---------- |
| Georgianos   | 0         | 0%         | 0         | 0%         |
| Osetios      | 202       | 100%       | 224       | 100%       |
| Total        | 202       | 100%       | 224       | 100%       |